# متنزه كابتري الحكومي
متنزه كابتري الحكومي، هو متنزه حكومي بمساحة 340 فدانًا (1.4 كم 2) تقع في بلدتي بابليون وآيسلب في مقاطعة سوفولك، التابعة لولاية نيويورك، الولايات المتحدة. تقع الحديقة جنوب جزيرة كابتري في أقصى الطرف الشرقي من جزيرة جونز بيتش، وتطل على مدخل جزيرة النار والجزء الغربي من جزيرة النار.
يمكن الوصول إلى متنزه كابتري الحكومي عبر روبرت موسى كوزاي و اوشن بارك واي. توفر الحديقة في المقام الأول وصول القوارب وصيد الأسماك إلى المحيط الأطلسي وخليج جريت ساوث في لونغ آيلاند، وتتوفر العديد من القوارب المستأجرة لرحلات الصيد.

## وصف

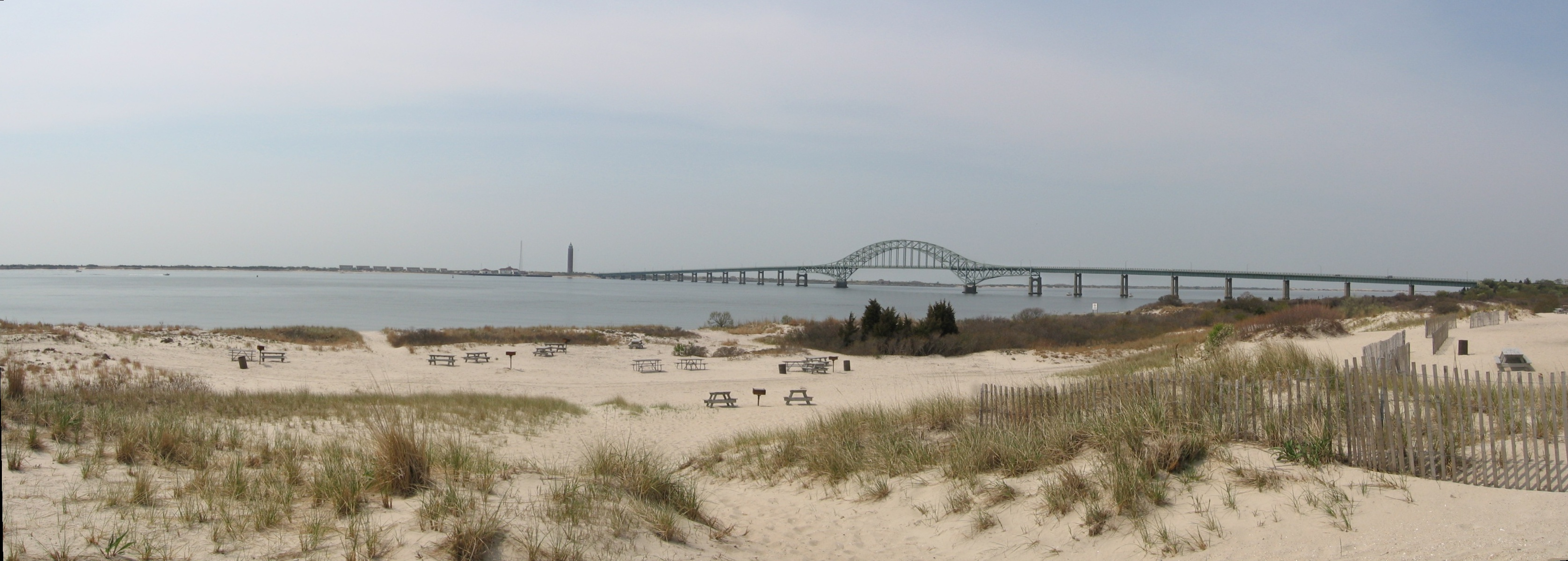
منظر من ر لجسر Robert Moses Causeway أثناء مروره فوق Fire Island Inlet. يمكن رؤية برج المياه لمتنزه Robert Moses State Park في المسافة.

متنزه كابتري الحكومي ه; موطن ل «أسطول كابتري»، والذي يضم ما بين 24 و 28 قاربا مستأجرا ومملوكا بشكل مستقل قوارب ميثاق الأمم المتحدة والمتوفر لصيد الأسماك، و الغوص، لمشاهدة معالم المدينة وجولات رحلة. الأسطول هو أكبر أسطول صيد عام في لونغ آيلاند. عادةً ما يستهدف الصيادون في المنتزه أو المغادرون منه سمك المفلطح المفلطح والصدفة وباس البحر .
توفر الحديقة أيضًا مرسى وقاربًا وطاولات نزهة ومطعمًا وملعبًا وبرامج ترفيهية. و يتوفر رصيفان لصيد الأسماك وسرطان البحر، كما يتوفر مرصوف لقوارب الكاياك لإطلاق زوارق مائية أصغر حجمًا.
يتم استضافة مهرجان حصاد الخريف والمأكولات البحرية كل عام في المنتزه، بالإضافة إلى العديد من بطولات الصيد السنوية والديربي. تقام أيضًا عيادة صيد الأسماك بالمياه المالحة مجانًا كل عام في المتنزه من قبل وزارة المحافظة على البيئة بولاية نيويورك و برنمج الكلية البحرية للمنحة الوطنية .
مثل معظم حدائق ولاية نيويورك، تتقاضى كابتري رسوم دخول على المركبات.

## روابط خارجية
- متنزهات ولاية نيويورك: متنزه كابتري الحكومي
- أسطول كابتري